# Col du Grand Ballon
Il Col du Grand Ballon è un passo di montagna dei Vosgi, in Alsazia.

## Toponimo
Il nome del colle viene dalla vicina cima del Grand Ballon, la più alta della zona.

## Viabilità
Il colle è alto 1343 m e si trova nel dipartimento dell'Alto Reno. Fa comunicare Willer-sur-Thur con Le Markstein, una località sciistica a cavallo dei comuni di Lautenbach e Oderen.
La Route des Crêtes (cioè Strada delle Creste) transita per il valico.

## Tour de France
La salita al colle fu inserita nel Tour de France per la prima volta nel Tour de France del 1969
Il colle è stato attraversato dal Tour de France in altre sette occasioni, l'ultima nel 2014.
| Anno | Tappa | Categoria | Inizio     | Fine                   | Primo al colle              |
| ---- | ----- | --------- | ---------- | ---------------------- | --------------------------- |
| 2014 | 9     | 3         | Gérardmer  | Mulhouse               | Tony Martin Germania        |
| 2005 | 9     | 2         | Gérardmer  | Mulhouse               | Michael Rasmussen Danimarca |
| 1997 | 18    | 2         | Colmar     | Montbéliard            | Francesco Casagrande Italia |
| 1992 | 11    | 1         | Strasburgo | Mulhouse               | Laurent Fignon Francia      |
| 1976 | 7     | 3         | Nancy      | Mulhouse               | Giancarlo Bellini Italia    |
| 1973 | 5     | 3         | Nancy      | Mulhouse               | Charly Grosskost Francia    |
| 1969 | 6     | 3         | Mulhouse   | Col du Ballon d'Alsace | Lucien Van Impe Belgio      |